# Novák Lajos (lelkész)
Novák Lajos (Gönc, 1855. január 1. – Sárospatak, 1917. február 16.) református lelkész és teológiai tanár.

## Életútja
Szülőhelyén 1866-ig tanult; azután Sárospatakon 1875-ben végezte a gimnáziumot, a teológiát Debrecenben és Sárospatakon hallgatta 1875-től 1880-ig. Ez utóbbi helyen 1880-81-ben főiskolai senior volt, majd cserépfalusi és kassai segédlelkész, 1883-tól rendes lelkész Cécén és 1886-tól Baktán (Abaúj megye), 1891-től Ungvárt. 1896 szeptemberben a sárospataki teológiai akadémián a gyakorlati teológia tanára és a főiskola lelkésze lett és később akadémiai igazgató.
Egyházirodalmi, tanügyi és történelmi czikkei a Sárospataki Lapokban, Erdélyi Protestáns Közlönyben és más folyóiratokban jelentek meg; a Protestáns Szemlében (1891. Károlyi Radics Gáspár életrajza); a sárospataki főiskola Értesítőjében (1898. A gyakorlati theologia mai munkaköre).

## Munkái
- Beszéd néh. br. Vay Henrik emlékünnepén. Sárospatak, 1875. (Mitrovics Gy. beszédével együtt).
- A kegyelet ünnepe. Sárospatak, 1891. (Prédikáczió a gönczi Károlyi-szobor leleplezési ünnepélyén).
- Vallásszabadságunk emlékei és jutalmai. Ungvár, 1891.
- Népszabadság. Egyházi beszéd 1848. márcz. 15. ötvenedik évfordulóján. Sárospatak, 1898.
- Református temetési énektár. Sárospatak, 1900. (Ism. Prot. Szemle).
- Peremartoni Nagy Gusztáv, 1844-1900. Sárospatak, 1902.